# Shrunken Heads
Shrunken Heads is een muziekalbum van de Britse zanger Ian Hunter. Ian Hunter is de voormalige frontman van Mott the Hoople (jaren zeventig), maar brengt al jaren alleen nog maar soloalbums uit. Het album is volgespeeld door Amerikaanse studiomuzikanten, per compositie verschillend. Tussen Rant en dit album verschijnen alleen verzamelalbums.

## Composities
Alle liedjes van Hunter zelf, behalve waar anders aangegeven:
1. Words (big mouth) (Hunter en Andy York)
2. Fuss about nothin'
3. When the world was round
4. Brainwashed
5. Shrunken heads
6. Soul of America
7. How's your house
8. Guiding light
9. Stretch
10. I am what I hated when I was young
11. Read 'em 'n' weep